# Lioubov Pronina
Lioubov Sergueïevna Pronina (en russe : Любовь Сергеевна Пронина) est une joueuse de volley-ball russe née le 10 août 1989. Elle mesure 1,89 m et joue au poste de réceptionneuse-attaquante. 

## Clubs
| Club             | De        | À         |
| ---------------- | --------- | --------- |
| Ekonomist Kazan  | 2004-2005 | 2004-2005 |
| Kazanotchka-2    | 2005-2006 | 2006-2007 |
| Dinamo Kazan     | 2007-2008 | 2009-2010 |
| Oufimotchka Oufa | 2010-2011 | 2013-2014 |
| VK Voronej       | 2014-2015 | 2014-2015 |
| Oufimotchka Oufa | 2015-2016 | 2017-2018 |
| VK Severianka    | 2018-2019 | 2018-2019 |
| Maccabi Haïfa    | 2019-2020 | …         |